# Puchar CEV w piłce siatkowej mężczyzn (2022/2023)
Puchar CEV w piłce siatkowej mężczyzn 2022/2023 (oficjalna nazwa: 2023 Men's CEV Volleyball Cup) – 16. sezon Pucharu CEV (51. sezon, wliczając Puchar Europy Zdobywców Pucharów oraz Puchar Top Teams) zorganizowany przez Europejską Konfederację Piłki Siatkowej (CEV) w ramach europejskich pucharów dla 43 męskich klubowych zespołów siatkarskich.
Rozgrywki składały się z 1/32 finału, 1/16 finału, 1/8 finału, ćwierćfinałów, półfinałów oraz finału. We wszystkich rundach drużyny rywalizowały w parach, a o awansie decydował dwumecz.
Puchar CEV był drugim w hierarchii europejskich pucharów turniejem w sezonie 2022/2023 po Lidze Mistrzów.

## System rozgrywek
Rozgrywki składały się z 1/32 finału, 1/16 finału, 1/8 finału, rundy play-off, ćwierćfinałów, półfinałów i finału. Nie był rozgrywany mecz o 3. miejsce. W drodze losowania powstała drabinka turniejowa oraz pary meczowe.
We wszystkich rundach rywalizacja toczyła się w formie dwumeczów – mecz u siebie i rewanż na wyjeździe. O awansie decydowała większa liczba zdobytych punktów meczowych. Za zwycięstwo 3:0 lub 3:1 drużyna otrzymywała 3 punkty meczowe, za zwycięstwo 3:2 – 2 punkty, za porażkę 2:3 – 1 punkt, natomiast za porażkę 1:3 lub 0:3 – 0 punktów. Jeżeli po rozegraniu dwumeczu obie drużyny zdobyły tę samą liczbę punktów, o awansie decydował tzw. złoty set grany do 15 punktów z dwoma punktami przewagi jednej z drużyn.

## Podział miejsc w rozgrywkach
Zgodnie z regulaminem jedna krajowa federacja mogła zgłosić maksymalnie 5 klubów do wszystkich europejskich pucharów. Podział miejsc w rozgrywkach dokonany został na podstawie rankingu dla Pucharu CEV i Pucharu Challenge. W przypadku niewyczerpania miejsc w rozgrywkach dany klub mógł wnioskować o promocję z Pucharu Challenge do Pucharu CEV. W Pucharze CEV mógł uczestniczyć także klub, który nie zdecydował się na zgłoszenie do Ligi Mistrzów bądź nie spełniał regulaminowych wymagań, aby wystartować w Lidze Mistrzów. W przypadku wakatu pierwszeństwo zgłoszenia miały zespoły z federacji, które nie zarejestrowały do tego czasu żadnej drużyny w Pucharze CEV.
Każda federacja mogła wybrać jedną z dwóch opcji zgłoszenia drużyn:
- Opcja A: federacja zgłasza zespoły wyłącznie na podstawie klasyfikacji końcowej krajowych mistrzostw;
- Opcja B: federacja zgłasza zespoły na podstawie klasyfikacji końcowej krajowych mistrzostw z zagwarantowanym miejscem dla zdobywcy krajowego pucharu[2].

| Rk | Federacja  | Punkty | Liczba miejsc |
| -- | ---------- | ------ | ------------- |
| 1  | Turcja     | 267    | 2             |
| 2  | Rosja      | 208    | 1             |
| 3  | Francja    | 194    | 2             |
| 4  | Włochy     | 177    | 1             |
| 5  | Czechy     | 173    | 2             |
| 6  | Portugalia | 149    | 2             |
| 7  | Belgia     | 126    | 2             |
| 8  | Rumunia    | 123    | 2             |
| 9  | Szwajcaria | 118    | 2             |
| 10 | Bułgaria   | 110    | 1             |
| 11 | Finlandia  | 109    | 1             |
| 12 | Austria    | 99     | 1             |
| 13 | Holandia   | 90     | 1             |
| 14 | Serbia     | 80     | 1             |
| 15 | Estonia    | 80     | 1             |
| 16 | Węgry      | 75     | 1             |
| 17 | Grecja     | 73     | 1             |

Uwaga: Zgodnie z decyzją podjętą przez CEV 1 marca 2022 roku ze względu na inwazję Rosji na Ukrainę z rozgrywek wykluczone zostały wszystkie kluby z Rosji i Białorusi.

## Drużyny uczestniczące
Do Pucharu CEV w sezonie 2022/2023 zgłosiło się 30 drużyn z 17 federacji. Do rozgrywek dołączyło 9 zespołów, które odpadły w eliminacjach Ligi Mistrzów oraz 4 zespoły z fazy grupowej Ligi Mistrzów. Łącznie w Pucharze CEV w sezonie 2022/2023 wystartowały 43 drużyny.
| Federacja                                                                        | Kluby                                |
| -------------------------------------------------------------------------------- | ------------------------------------ |
| Austria                                                                          | Union Raiffeisen Waldviertel (L1)    |
| Belgia                                                                           | Caruur Volley Gent (P1)              |
| Belgia                                                                           | Greenyard Maaseik (L3)               |
| Bułgaria                                                                         | Neftochimik 2010 Burgas (L2)         |
| Chorwacja                                                                        | MOK Mursa Osijek (L2)                |
| Czechy                                                                           | VK Jihostroj České Budějovice (P1)   |
| Czechy                                                                           | VK Lvi Praha (L2)                    |
| Czechy                                                                           | VK Dukla Liberec (L8)                |
| Finlandia                                                                        | Savo Volley (P1)                     |
| Francja                                                                          | Chaumont VB 52 Haute-Marne (P1)      |
| Francja                                                                          | Narbonne Volley (L4)                 |
| Francja                                                                          | Arago de Sète (L5)                   |
| Holandia                                                                         | Samen. Lycurgus Groningen (P1)       |
| Niemcy                                                                           | SVG Lüneburg (L5)                    |
| Niemcy                                                                           | WWK Volleys Herrsching (L6)          |
| Polska                                                                           | PGE Skra Bełchatów (L4)              |
| Rumunia                                                                          | Dinamo Bukareszt (L2)                |
| Rumunia                                                                          | SCMU Craiova (L3)                    |
| Serbia                                                                           | Crvena zvezda Belgrad (L2)           |
| Serbia                                                                           | Partizan Belgrad (L3)                |
| Serbia                                                                           | Radnički Kragujevac (L4)             |
| Słowenia                                                                         | Calcit Kamnik (L2)                   |
| Szwajcaria                                                                       | Chênois Genève Volleyball (L2)       |
| Szwajcaria                                                                       | Volley Schönenwerd (L3)              |
| Turcja                                                                           | Arkas Spor Izmir (P1)                |
| Turcja                                                                           | Fenerbahçe HDI Sigorta (L3)          |
| Turcja                                                                           | Galatasaray HDI Sigorta (L5)         |
| Węgry                                                                            | Fino Kaposvár SE (L2)                |
| Włochy                                                                           | Valsa Group Modena (L4)              |
| Włochy                                                                           | Bluenergy Daiko Volley Piacenza (L5) |
| Legenda: Ln – n miejsce w mistrzostwach kraju Pn – n miejsce w krajowym pucharze |                                      |

| Federacja                                                       | Kluby                    |
| --------------------------------------------------------------- | ------------------------ |
| Drużyny, które odpadły w 1. rundzie eliminacji do Ligi Mistrzów |                          |
| Bośnia i Hercegowina                                            | OK Mladost Brčko         |
| Czarnogóra                                                      | Budva                    |
| Macedonia Północna                                              | Strumica Nikob           |
| Drużyny, które odpadły w 2. rundzie eliminacji do Ligi Mistrzów |                          |
| Austria                                                         | SK Zadruga Aich/Dob      |
| Holandia                                                        | Draisma Dynamo Apeldoorn |
| Rumunia                                                         | CSM Arcada Galați        |
| Szwajcaria                                                      | Lindaren Volley Amriswil |
| Drużyny, które odpadły w 3. rundzie eliminacji do Ligi Mistrzów |                          |
| Chorwacja                                                       | HAOK Mladost Zagrzeb     |
| Finlandia                                                       | Ford Levoranta Sastamala |

| Federacja | Kluby              |
| --------- | ------------------ |
| Belgia    | Knack Roeselare    |
| Czechy    | VK ČEZ Karlovarsko |
| Francja   | Montpellier HSC VB |
| Słowenia  | ACH Volley Lublana |

## Losowanie
Losowanie drabinki turniejowej Pucharu CEV odbyło się 28 czerwca 2022 roku w Broadcasting Center Europe w Luksemburgu.
Drużyny zostały podzielone na dwie kategorie: te, które rozgrywki rozpoczynają od 1/32 finału oraz te, które grają od 1/16 finału.
Zespoły rozpoczynające rozgrywki od 1/32 finału ulokowane zostały w dwóch koszykach. W pierwszym koszyku znalazły się drużyny, które odpadły w 1. i 2. rundzie eliminacji Ligi Mistrzów. Do drugiego koszyka trafiły drugie i trzecie zespoły z Serbii i Niemiec (jako federacji zajmujących najniższe miejsca w rankingu wśród tych, które zgłosiły więcej niż jedną drużynę) oraz wszystkie drużyny z federacji zajmujących w rankingu miejsce niższe niż 17. Do drużyn z drugiego koszyka, które zostały rozstawione bez losowania, dolosowywane były zespoły z pierwszego koszyka. W ten sposób powstały pary meczowe 1/32 finału. Drużyny nierozstawione były gospodarzami pierwszego meczu w parze.
| Drużyny nierozstawione                                              | Drużyny rozstawione    |
| ------------------------------------------------------------------- | ---------------------- |
| 3 drużyny, które odpadły w 1. rundzie kwalifikacyjnej Ligi Mistrzów | Crvena zvezda Belgrad  |
| 3 drużyny, które odpadły w 1. rundzie kwalifikacyjnej Ligi Mistrzów | Radnički Kragujevac    |
| 4 drużyny, które odpadły w 2. rundzie kwalifikacyjnej Ligi Mistrzów | SVG Lüneburg           |
| 4 drużyny, które odpadły w 2. rundzie kwalifikacyjnej Ligi Mistrzów | WWK Volleys Herrsching |
|                                                                     | MOK Mursa Osijek       |
| Calcit Kamnik                                                       |                        |
| PGE Skra Bełchatów                                                  |                        |

Druga część losowania wyłoniła pary 1/16 finału. Drużyny ponownie podzielone zostały na dwa koszyki. Do pierwszego koszyka trafiło siedem drużyn, które awansowały z 1/32 finału Pucharu CEV, dwie drużyny, które odpadły w 3. rundzie kwalifikacyjnej Ligi Mistrzów oraz drugie lub trzecie zespoły z federacji zajmujących miejsca 1-9 w rankingu. W drugim koszyku znalazły się pierwsze lub pierwsze i drugie drużyny z federacji zajmujących w rankingu miejsca 1-17. Drużyny z drugiego koszyka zostały rozstawione bez losowania. Do nich dolosowywane były te z pierwszego koszyka. W ten sposób powstały pary meczowe 1/16 finału oraz drabinka turniejowa na dalszą część rozgrywek. 
| Drużyny nierozstawione                                              | Drużyny rozstawione           |
| ------------------------------------------------------------------- | ----------------------------- |
| 7 drużyn, które awansowały z 1/32 finału Pucharu CEV                | Arkas Spor Izmir              |
| 7 drużyn, które awansowały z 1/32 finału Pucharu CEV                | Fenerbahçe HDI Sigorta        |
| 2 drużyny, które odpadły w 3. rundzie kwalifikacyjnej Ligi Mistrzów | Narbonne Volley               |
| 2 drużyny, które odpadły w 3. rundzie kwalifikacyjnej Ligi Mistrzów | Chaumont VB 52 Haute-Marne    |
| Galatasaray HDI Sigorta                                             | Valsa Group Modena            |
| Arago de Sète                                                       | VK Jihostroj České Budějovice |
| Bluenergy Daiko Volley Piacenza                                     | VK Lvi Praha                  |
| VK Dukla Liberec                                                    | Greenyard Maaseik             |
| Caruur Volley Gent                                                  | Dinamo Bukareszt              |
| SCMU Craiova                                                        | Chênois Genève Volleyball     |
| Volley Schönenwerd                                                  | Neftochimik 2010 Burgas       |
|                                                                     | Savo Volley                   |
| Union Raiffeisen Waldviertel                                        |                               |
| Samen. Lycurgus Groningen                                           |                               |
| Partizan Belgrad                                                    |                               |
| Fino Kaposvár SE                                                    |                               |

## Rozgrywki
Wszystkie godziny według czasu lokalnego.

### 1/32 finału
| Data | Godz. | Drużyna 1                | Wynik | Drużyna 2                | 1     | 2     | 3     | 4     | 5     | Złoty set | Widzów | *      |
| --- | ----- | ------------------------ | ----- | ------------------------ | ----- | ----- | ----- | ----- | ----- | --------- | ------ | ------ |
| 11.10.2022 | 19:00 | OK Mladost Brčko         | 0:3   | Crvena zvezda Belgrad    | 13:25 | 19:25 | 12:25 |       |       |           | 650    | raport |
| 18.10.2022 | 17:00 | OK Mladost Brčko         | 0:3   | Crvena zvezda Belgrad    | 6:25  | 14:25 | 12:25 |       |       | 100       | raport |        |
| 12.10.2022 | 18:00 | Budva                    | 0:3   | SVG Lüneburg             | 14:25 | 19:25 | 10:25 |       |       |           | 150    | raport |
| 19.10.2022 | 19:00 | Budva                    | 1:3   | SVG Lüneburg             | 12:25 | 19:25 | 28:26 | 18:25 |       | 700       | raport |        |
| 11.10.2022 | 19:00 | Strumica Nikob           | 2:3   | MOK Mursa Osijek         | 22:25 | 25:23 | 12:25 | 25:22 | 16:18 |           | 1200   | raport |
| 19.10.2022 | 19:00 | Strumica Nikob           | 1:3   | MOK Mursa Osijek         | 25:21 | 17:25 | 19:25 | 15:25 |       | 300       | raport |        |
| 19.10.2022 | 19:00 | SK Zadruga Aich/Dob      | 1:3   | Calcit Kamnik            | 24:26 | 19:25 | 27:25 | 21:25 |       |           | 385    | raport |
| 26.10.2022 | 17:00 | SK Zadruga Aich/Dob      | 2:3   | Calcit Kamnik            | 20:25 | 23:25 | 25:18 | 25:21 | 11:15 | 150       | raport |        |
| 19.10.2022 | 19:30 | Draisma Dynamo Apeldoorn | 0:3   | PGE Skra Bełchatów       | 16:25 | 13:25 | 19:25 |       |       |           | 690    | raport |
| 26.10.2022 | 18:00 | Draisma Dynamo Apeldoorn | 0:3   | PGE Skra Bełchatów       | 18:25 | 16:25 | 19:25 |       |       | 520       | raport |        |
| 19.10.2022 | 18:00 | CSM Arcada Galați        | 3:0   | Radnički Kragujevac      | 25:22 | 25:20 | 25:20 |       |       |           | 500    | raport |
| 26.10.2022 | 18:00 | CSM Arcada Galați        | 2:3   | Radnički Kragujevac      | 23:25 | 25:18 | 18:25 | 25:18 | 16:18 | 250       | raport |        |
| 19.10.2022 | 20:00 | WWK Volleys Herrsching   | 2:3   | Lindaren Volley Amriswil | 23:25 | 22:25 | 25:18 | 25:22 | 11:15 | 11:15     | 1000   | raport |
| 26.10.2022 | 19:00 | WWK Volleys Herrsching   | 3:2   | Lindaren Volley Amriswil | 25:22 | 25:23 | 23:25 | 25:27 | 15:6  | 11:15     | 650    | raport |
| Za zgodą obu klubów zmieniona została kolejność rozgrywania meczów. Pierwsze spotkanie odbyło się w Niemczech, natomiast drugie w Szwajcarii. |       |                          |       |                          |       |       |       |       |       |           |        |        |
| Po lewej gospodarz pierwszego meczu. |       |                          |       |                          |       |       |       |       |       |           |        |        |

### 1/16 finału
| Data                                 | Godz. | Drużyna 1                       | Wynik | Drużyna 2                     | 1     | 2     | 3     | 4     | 5     | Złoty set | Widzów | *      |
| ------------------------------------ | ----- | ------------------------------- | ----- | ----------------------------- | ----- | ----- | ----- | ----- | ----- | --------- | ------ | ------ |
| 09.11.2022                           | 20:00 | Calcit Kamnik                   | 3:0   | Samen. Lycurgus Groningen     | 25:15 | 25:19 | 25:17 |       |       | 13:15     | 150    | raport |
| 16.11.2022                           | 20:00 | Calcit Kamnik                   | 0:3   | Samen. Lycurgus Groningen     | 19:25 | 23:25 | 20:25 |       |       | 13:15     | 600    | raport |
| 09.11.2022                           | 19:00 | SVG Lüneburg                    | 2:3   | Dinamo Bukareszt              | 25:22 | 25:23 | 19:25 | 21:25 | 9:15  |           | 800    | raport |
| 16.11.2022                           | 19:00 | SVG Lüneburg                    | 3:0   | Dinamo Bukareszt              | 25:23 | 25:23 | 25:20 |       |       | 215       | raport |        |
| 09.11.2022                           | 20:30 | Caruur Volley Gent              | 2:3   | Arkas Spor                    | 23:25 | 25:21 | 23:25 | 25:20 | 10:15 |           | 476    | raport |
| 16.11.2022                           | 19:00 | Caruur Volley Gent              | 1:3   | Arkas Spor                    | 19:25 | 25:19 | 17:25 | 17:25 |       | 1500      | raport |        |
| 10.11.2022                           | 18:30 | Ford Levoranta Sastamala        | 0:3   | Valsa Group Modena            | 18:25 | 22:25 | 21:25 |       |       |           | 1380   | raport |
| 16.11.2022                           | 20:30 | Ford Levoranta Sastamala        | 1:3   | Valsa Group Modena            | 25:21 | 20:25 | 20:25 | 18:25 |       | 2103      | raport |        |
| 09.11.2022                           | 19:30 | Galatasaray HDI Sigorta         | 3:0   | Union Raiffeisen Waldviertel  | 25:19 | 25:17 | 25:23 |       |       |           | 200    | raport |
| 15.11.2022                           | 19:00 | Galatasaray HDI Sigorta         | 3:0   | Union Raiffeisen Waldviertel  | 28:26 | 25:22 | 25:21 |       |       | 520       | raport |        |
| 08.11.2022                           | 18:00 | VK Dukla Liberec                | 1:3   | Chênois Genève Volleyball     | 26:24 | 20:25 | 22:25 | 23:25 |       |           | 492    | raport |
| 16.11.2022                           | 20:00 | VK Dukla Liberec                | 1:3   | Chênois Genève Volleyball     | 18:25 | 18:25 | 25:13 | 18:25 |       | 800       | raport |        |
| 08.11.2022                           | 20:00 | Arago de Sète                   | 1:3   | Narbonne Volley               | 13:25 | 25:19 | 20:25 | 17:25 |       |           | 604    | raport |
| 16.11.2022                           | 19:30 | Arago de Sète                   | 0:3   | Narbonne Volley               | 15:25 | 18:25 | 23:25 |       |       | 1256      | raport |        |
| 10.11.2022                           | 18:00 | PGE Skra Bełchatów              | 3:2   | Chaumont VB 52 Haute-Marne    | 25:23 | 25:23 | 22:25 | 23:25 | 15:10 |           | 800    | raport |
| 16.11.2022                           | 20:00 | PGE Skra Bełchatów              | 3:0   | Chaumont VB 52 Haute-Marne    | 25:21 | 25:17 | 29:27 |       |       | 1609      | raport |        |
| 09.11.2022                           | 19:00 | Lindaren Volley Amriswil        | 3:2   | Partizan Belgrad              | 25:15 | 25:23 | 24:26 | 17:25 | 15:9  |           | 687    | raport |
| 16.11.2022                           | 18:00 | Lindaren Volley Amriswil        | 3:1   | Partizan Belgrad              | 25:21 | 25:23 | 24:26 | 25:21 |       | 600       | raport |        |
| 09.11.2022                           | 16:30 | HAOK Mladost Zagrzeb            | 0:3   | VC Greenyard Maaseik          | 23:25 | 16:25 | 23:25 |       |       |           | 180    | raport |
| 16.11.2022                           | 20:30 | HAOK Mladost Zagrzeb            | 0:3   | VC Greenyard Maaseik          | 22:25 | 22:25 | 24:26 |       |       | 1020      | raport |        |
| 09.11.2022                           | 19:30 | Volley Schönenwerd              | 3:0   | Fino Kaposvár SE              | 25:17 | 25:20 | 25:21 |       |       |           | 400    | raport |
| 16.11.2022                           | 18:00 | Volley Schönenwerd              | 3:2   | Fino Kaposvár SE              | 25:23 | 20:25 | 25:21 | 24:26 | 15:11 | 416       | raport |        |
| 09.11.2022                           | 19:00 | MOK Mursa Osijek                | 0:3   | VK Jihostroj České Budějovice | 17:25 | 15:25 | 23:25 |       |       |           | 570    | raport |
| 15.11.2022                           | 17:00 | MOK Mursa Osijek                | 0:3   | VK Jihostroj České Budějovice | 19:25 | 17:25 | 14:25 |       |       | 1365      | raport |        |
| 08.11.2022                           | 16:30 | Crvena zvezda Belgrad           | 3:2   | Savo Volley                   | 25:18 | 29:27 | 24:26 | 23:25 | 15:10 |           | 100    | raport |
| 16.11.2022                           | 19:00 | Crvena zvezda Belgrad           | 1:3   | Savo Volley                   | 25:22 | 18:25 | 22:25 | 25:27 |       | 748       | raport |        |
| 09.11.2022                           | 18:00 | CSM Arcada Galați               | 3:1   | Neftochimik 2010 Burgas       | 25:16 | 24:26 | 25:17 | 25:21 |       |           | 500    | raport |
| 16.11.2022                           | 18:00 | CSM Arcada Galați               | 3:0   | Neftochimik 2010 Burgas       | 25:18 | 25:19 | 25:22 |       |       | 400       | raport |        |
| 09.11.2022                           | 20:30 | Bluenergy Daiko Volley Piacenza | 3:0   | VK Lvi Praha                  | 25:21 | 25:19 | 25:20 |       |       |           | 832    | raport |
| 15.11.2022                           | 18:00 | Bluenergy Daiko Volley Piacenza | 3:1   | VK Lvi Praha                  | 25:19 | 28:26 | 23:25 | 25:21 |       | 1250      | raport |        |
| 09.11.2022                           | 18:00 | SCMU Craiova                    | 3:1   | Fenerbahçe HDI Sigorta        | 18:25 | 27:25 | 25:22 | 25:23 |       | 11:15     | 1750   | raport |
| 16.11.2022                           | 19:00 | SCMU Craiova                    | 0:3   | Fenerbahçe HDI Sigorta        | 15:25 | 14:25 | 18:25 |       |       | 11:15     | 450    | raport |
| Po lewej gospodarz pierwszego meczu. |       |                                 |       |                               |       |       |       |       |       |           |        |        |

### 1/8 finału
| Data                                 | Godz. | Drużyna 1                       | Wynik | Drużyna 2                     | 1     | 2     | 3     | 4     | 5     | Złoty set | Widzów | *      |
| ------------------------------------ | ----- | ------------------------------- | ----- | ----------------------------- | ----- | ----- | ----- | ----- | ----- | --------- | ------ | ------ |
| 01.12.2022                           | 20:00 | Samen. Lycurgus Groningen       | 2:3   | SVG Lüneburg                  | 15:25 | 16:25 | 25:18 | 25:21 | 12:15 |           | 900    | raport |
| 14.12.2022                           | 19:00 | Samen. Lycurgus Groningen       | 0:3   | SVG Lüneburg                  | 22:25 | 17:25 | 20:25 |       |       | 1150      | raport |        |
| 30.11.2022                           | 19:00 | Arkas Spor                      | 0:3   | Valsa Group Modena            | 20:25 | 25:27 | 18:25 |       |       |           | 2750   | raport |
| 14.12.2022                           | 20:30 | Arkas Spor                      | 0:3   | Valsa Group Modena            | 19:25 | 16:25 | 15:25 |       |       | 2222      | raport |        |
| 29.11.2022                           | 20:00 | Galatasaray HDI Sigorta         | 2:3   | Chênois Genève Volleyball     | 22:25 | 26:24 | 25:23 | 19:25 | 13:15 |           | 300    | raport |
| 14.12.2022                           | 20:00 | Galatasaray HDI Sigorta         | 3:0   | Chênois Genève Volleyball     | 25:14 | 25:22 | 25:22 |       |       | 1100      | raport |        |
| 29.11.2022                           | 19:30 | Narbonne Volley                 | 0:3   | PGE Skra Bełchatów            | 19:25 | 20:25 | 22:25 |       |       |           | 1761   | raport |
| 14.12.2022                           | 16:00 | Narbonne Volley                 | 2:3   | PGE Skra Bełchatów            | 19:25 | 25:22 | 25:22 | 20:25 | 11:15 | 290       | raport |        |
| 30.11.2022                           | 19:00 | Lindaren Volley Amriswil        | 2:3   | VC Greenyard Maaseik          | 29:27 | 25:18 | 22:25 | 22:25 | 19:21 |           | 538    | raport |
| 14.12.2022                           | 20:30 | Lindaren Volley Amriswil        | 0:3   | VC Greenyard Maaseik          | 15:25 | 14:25 | 17:25 |       |       | 600       | raport |        |
| 30.11.2022                           | 19:30 | Volley Schönenwerd              | 1:3   | VK Jihostroj České Budějovice | 25:15 | 22:25 | 18:25 | 22:25 |       |           | 300    | raport |
| 13.12.2022                           | 18:00 | Volley Schönenwerd              | 2:3   | VK Jihostroj České Budějovice | 25:22 | 21:25 | 18:25 | 25:18 | 10:15 | 1252      | raport |        |
| 30.11.2022                           | 18:30 | Savo Volley                     | 1:3   | CSM Arcada Galați             | 27:25 | 21:25 | 15:25 | 20:25 |       |           | 580    | raport |
| 14.12.2022                           | 18:00 | Savo Volley                     | 1:3   | CSM Arcada Galați             | 15:25 | 30:28 | 18:25 | 21:25 |       | 720       | raport |        |
| 30.11.2022                           | 20:30 | Bluenergy Daiko Volley Piacenza | 3:1   | Fenerbahçe HDI Sigorta        | 25:13 | 24:26 | 25:15 | 25:20 |       |           | 800    | raport |
| 14.12.2022                           | 16:00 | Bluenergy Daiko Volley Piacenza | 3:1   | Fenerbahçe HDI Sigorta        | 22:25 | 25:23 | 26:24 | 25:19 |       | 230       | raport |        |
| Po lewej gospodarz pierwszego meczu. |       |                                 |       |                               |       |       |       |       |       |           |        |        |

### Runda play-off
| Data                                 | Godz. | Drużyna 1               | Wynik | Drużyna 2                       | 1     | 2     | 3     | 4     | 5     | Złoty set | Widzów | *      |
| ------------------------------------ | ----- | ----------------------- | ----- | ------------------------------- | ----- | ----- | ----- | ----- | ----- | --------- | ------ | ------ |
| 11.01.2023                           | 19:00 | SVG Lüneburg            | 3:2   | Valsa Group Modena              | 25:19 | 26:28 | 28:26 | 18:25 | 17:15 |           | 2950   | raport |
| 25.01.2023                           | 20:30 | SVG Lüneburg            | 1:3   | Valsa Group Modena              | 25:27 | 25:23 | 17:25 | 21:25 |       | 2444      | raport |        |
| 10.01.2023                           | 20:00 | Galatasaray HDI Sigorta | 1:3   | PGE Skra Bełchatów              | 20:25 | 25:17 | 22:25 | 21:25 |       |           | 500    | raport |
| 26.01.2023                           | 20:30 | Galatasaray HDI Sigorta | 2:3   | PGE Skra Bełchatów              | 23:25 | 25:19 | 24:26 | 25:23 | 13:15 | 1000      | raport |        |
| 11.01.2023                           | 20:30 | VC Greenyard Maaseik    | 3:1   | VK Jihostroj České Budějovice   | 25:22 | 20:25 | 25:17 | 25:22 |       | 15:9      | 850    | raport |
| 25.01.2023                           | 18:00 | VC Greenyard Maaseik    | 0:3   | VK Jihostroj České Budějovice   | 25:27 | 21:25 | 16:25 |       |       | 15:9      | 1340   | raport |
| 10.01.2023                           | 18:00 | CSM Arcada Galați       | 0:3   | Bluenergy Daiko Volley Piacenza | 24:26 | 22:25 | 18:25 |       |       |           | 1100   | raport |
| 25.01.2023                           | 20:30 | CSM Arcada Galați       | 1:3   | Bluenergy Daiko Volley Piacenza | 31:29 | 10:25 | 12:25 | 23:25 |       | 750       | raport |        |
| Po lewej gospodarz pierwszego meczu. |       |                         |       |                                 |       |       |       |       |       |           |        |        |

### Ćwierćfinały
| Data                                 | Godz. | Drużyna 1          | Wynik | Drużyna 2                       | 1     | 2     | 3     | 4     | 5     | Złoty set | Widzów | *      |
| ------------------------------------ | ----- | ------------------ | ----- | ------------------------------- | ----- | ----- | ----- | ----- | ----- | --------- | ------ | ------ |
| 08.02.2022                           | 18:00 | ACH Volley Lublana | 1:3   | Valsa Group Modena              | 18:25 | 25:17 | 16:25 | 22:25 |       |           | 1109   | raport |
| 15.02.2022                           | 20:30 | ACH Volley Lublana | 0:3   | Valsa Group Modena              | 16:25 | 16:25 | 20:25 |       |       | 2397      | raport |        |
| 08.02.2022                           | 18:00 | VK ČEZ Karlovarsko | 3:2   | PGE Skra Bełchatów              | 25:23 | 27:25 | 13:25 | 21:25 | 15:11 |           | 1120   | raport |
| 16.02.2022                           | 20:30 | VK ČEZ Karlovarsko | 0:3   | PGE Skra Bełchatów              | 18:25 | 24:26 | 15:25 |       |       | 610       | raport |        |
| 08.02.2022                           | 20:30 | Knack Roeselare    | 3:1   | VC Greenyard Maaseik            | 25:23 | 20:25 | 25:23 | 25:23 |       | 17:15     | 1350   | raport |
| 15.02.2022                           | 20:30 | Knack Roeselare    | 0:3   | VC Greenyard Maaseik            | 23:25 | 26:28 | 26:28 |       |       | 17:15     | 2200   | raport |
| 07.02.2022                           | 20:00 | Montpellier HSC VB | 3:1   | Bluenergy Daiko Volley Piacenza | 23:25 | 25:23 | 25:22 | 25:20 |       | 7:15      | 1008   | raport |
| 15.02.2022                           | 20:30 | Montpellier HSC VB | 0:3   | Bluenergy Daiko Volley Piacenza | 21:25 | 19:25 | 21:25 |       |       | 7:15      | 1000   | raport |
| Po lewej gospodarz pierwszego meczu. |       |                    |       |                                 |       |       |       |       |       |           |        |        |

### Półfinały
| Data                                 | Godz. | Drużyna 1          | Wynik | Drużyna 2                       | 1     | 2     | 3     | 4     | 5     | Złoty set | Widzów | *      |
| ------------------------------------ | ----- | ------------------ | ----- | ------------------------------- | ----- | ----- | ----- | ----- | ----- | --------- | ------ | ------ |
| 08.03.2023                           | 20:30 | Valsa Group Modena | 3:1   | PGE Skra Bełchatów              | 25:20 | 20:25 | 25:18 | 25:22 |       |           | 2717   | raport |
| 15.03.2023                           | 20:30 | Valsa Group Modena | 3:2   | PGE Skra Bełchatów              | 22:25 | 25:21 | 21:25 | 25:16 | 16:14 | 1949      | raport |        |
| 07.03.2023                           | 20:15 | Knack Roeselare    | 3:0   | Bluenergy Daiko Volley Piacenza | 25:20 | 25:23 | 25:23 |       |       | 15:12     | 2000   | raport |
| 15.03.2023                           | 20:30 | Knack Roeselare    | 0:3   | Bluenergy Daiko Volley Piacenza | 17:25 | 19:25 | 21:25 |       |       | 15:12     | 1450   | raport |
| Po lewej gospodarz pierwszego meczu. |       |                    |       |                                 |       |       |       |       |       |           |        |        |

### Finał
| Data                                 | Godz. | Drużyna 1          | Wynik | Drużyna 2       | 1     | 2     | 3     | 4 | 5 | Złoty set | Widzów | *      |
| ------------------------------------ | ----- | ------------------ | ----- | --------------- | ----- | ----- | ----- | - | - | --------- | ------ | ------ |
| 29.03.2023                           | 20:30 | Valsa Group Modena | 0:3   | Knack Roeselare | 21:25 | 23:25 | 21:25 |   |   | 15:9      | 3100   | raport |
| 05.04.2023                           | 20:30 | Valsa Group Modena | 3:0   | Knack Roeselare | 27:25 | 25:22 | 25:23 |   |   | 15:9      | 2500   | raport |
| Po lewej gospodarz pierwszego meczu. |       |                    |       |                 |       |       |       |   |   |           |        |        |